# 東京工業専門学校 (専修学校)
東京工業専門学校 （とうきょうこうぎょうせんもんがっこう）は、東京都渋谷区桜丘町8-24にあった私立専修学校。都築学園グループ。
1986年4月開校、2011年3月に閉校した。

## 設置学科
- 二級自動車整備科
- 一級自動車整備科
- 建築工学科
- 土木工学科
- インテリアコーディネータ科
- 機械・航空・自動車科
- 電気工学科
- 情報処理科
- コンピュータネットワーク科
- 空調設備工学科
- 生命工学技術科
- 新素材科
- 応用化学科